# Jean-Noël Jeanneney

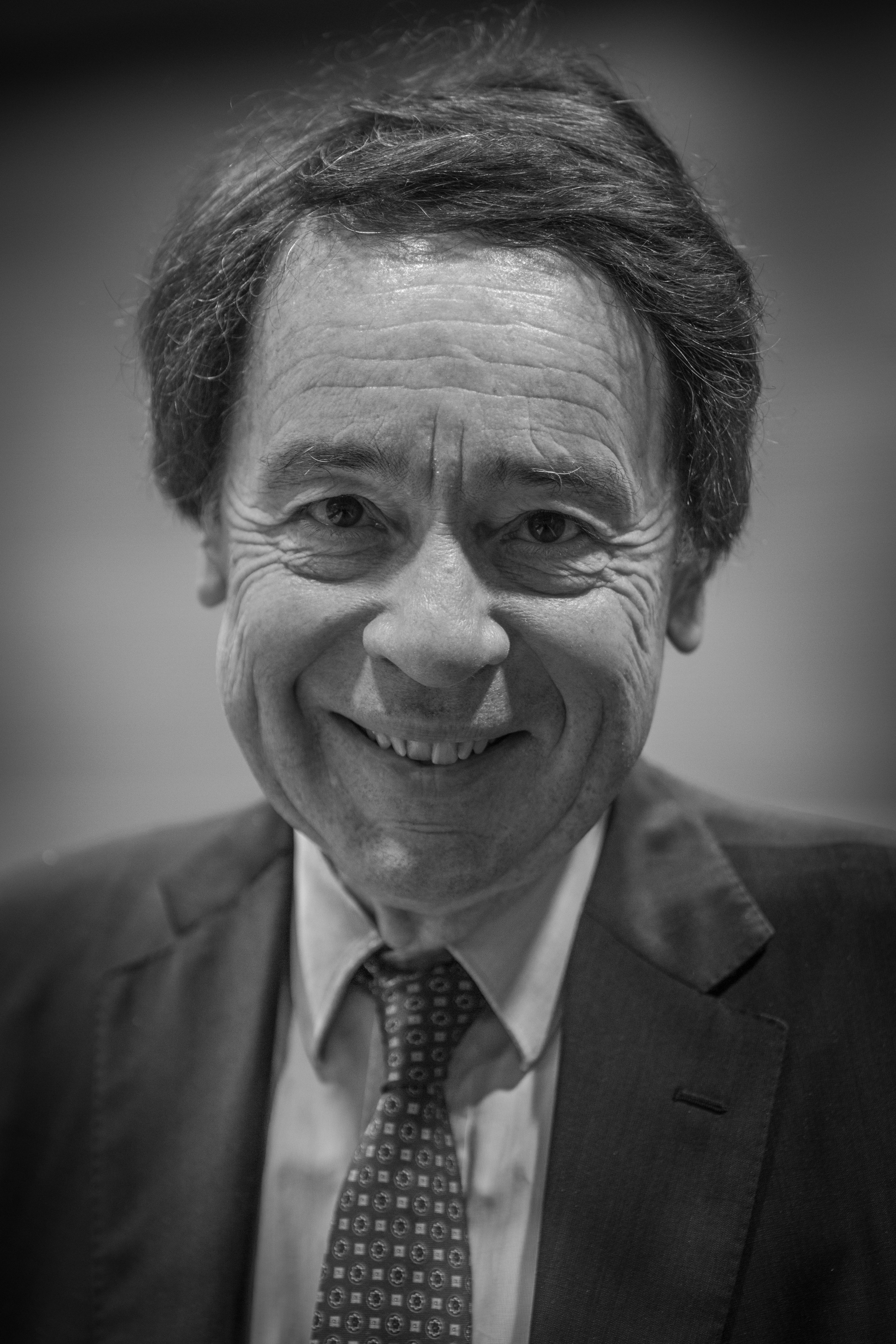
Jean-Noël Jeanneney, 2014

Jean-Noël Jeanneney (* 2. April 1942 in Grenoble, Frankreich) ist ein französischer Historiker, Politiker und Kulturfunktionär. Von 2002 bis 2007 war er Direktor der Französischen Nationalbibliothek in Paris.

## Leben und Wirken
Jeanneneys Vater Jean-Marcel Jeanneney und sein Großvater Jules Jeanneney waren wichtige Personen des politischen Lebens in Frankreich. Jeanneney besuchte die Schule in Grenoble, studierte an der École normale supérieure in Paris und machte seinen Abschluss in Geschichte. Der geisteswissenschaftlichen Promotion 1975 an der Universität Paris X Nanterre folgte 1977 eine Professur am Institut d’études politiques de Paris. 
Jeanneney war von 1982 bis 1986 Präsident von Radio France und Radio France Internationale, danach von 1988 bis 1989 Präsident der Mission du bicentenaire de la Révolution française (Zweihundertjahr-Feier für die Französische Revolution). Anschließend war er Staatssekretär für Außenhandel (1991–1992) und Staatssekretär für das Kommunikationswesen (1992–1993). Ab 2002 war er der Präsident der Bibliothèque nationale de France (BnF) und ging im Jahr 2007 in den Ruhestand.
Anlässlich einer von ihm initiierten Ausstellung in der BnF 2006 über die „Aufklärung – Ein Erbe für morgen“ äußerte Jeanneney sich zur Bedeutung dieser Epoche für die Gegenwart. Fundamentalistische Angreifer gegen die Aufklärung, getrieben von Obskurantismus und Fanatismus, würden dem Westen einen Kampf auf Leben und Tod liefern. Aus seiner Sicht besteht die Gefahr, dass Aberglauben und Vorurteile zu einer neuen Barbarei verschmelzen, die bisher als überwunden gilt. Deshalb müsse das antiklerikale Erbe der Aufklärung – Voltaire nannte es Écrasez l’infâme, „Zerschmettert das Niederträchtige“ – der Gegenwart angepasst werden, um dem neuen Islamismus entgegenzutreten. Der Westen solle neue Lebenskraft in der Gedankenwelt der Aufklärung suchen. Sie habe in den drei Generationen vor der Französischen Revolution die bis dahin gültigen moralischen und politischen Überzeugungen durch Neues ersetzt.
Ferner kritisierte Jeanneney das Digitalisierungsvorhaben von Google (Google Book Search) und lehnt dessen kommerzielle Verwertung ab. Stattdessen schlug er im Jahre 2006 eine „digitale europäische Bibliothek“ vor, die von den jeweiligen Mitgliedsstaaten getragen wird und keinen ökonomischen Zwängen unterliegt. Ein entsprechendes Projekt begann 2007 unter deutlicher französischer Beteiligung und ging 2008 unter dem Namen Europeana online.

## Auszeichnungen
- 1990: Ritter der Ehrenlegion[2]

- 2015: Komtur des Ordre des Arts et des Lettres[3]
- Großoffizier des Ordre national du Mérite[4]
- 2023: Prix Saint-Simon für Le rocher de Süsten. Mémoires II, 1982–1991. De Radio France au Bicentenaire de la Révolution[5]

## Schriften (Auswahl)
- François de Wendel en république, l’argent et le pouvoir, 1914–1940. Thèses: Lettres (= Diss. phil.), 1975, Neuauflagen
- Charles Rist: Une saison gatée. Journal de la guerre et de l’occupation. (Eine schlechte Zeit. Tagebuch des Krieges und der Besatzung) Hg. und Anm. Jean Noêl Jeanneney. Fayard, Paris 1983, ISBN 2-213-01264-4 (französisch)
- Quand Google défie l’Europe. Plaidoyer pour un sursaut. Mille et Une Nuits, Paris 2005, ISBN 2-84205-912-3
  - Googles Herausforderung. Für eine europäische Bibliothek. Übers. Sonja Finck, Nathalie Mälzer-Semlinger. Vorwort des Autors zur dt. Ausg.; Nachwort Klaus-Dieter Lehmann, Stiftung Preußischer Kulturbesitz. Wagenbach, Berlin 2006 ISBN 3-8031-2534-0
  - Eintrag im OPAC der SUB Göttingen zu diesem Werk, Kurztext: Zusammenfassung und Bedeutung für das öffentliche Bibliothekswesen
- Le passé dans le prétoire: L’historien, le juge et le journaliste. Seuil, Paris 1998 (Über die Prozesse gegen französische Kriegsverbrecher, siehe Maurice Papon)
- Le Rocher de Süsten. Mémoires 1942-1982. Seuil, Paris 2020, ISBN 978-2021461510 (erhielt 2023 den Literaturpreis Prix Saint-Simon)